# Сеймик
Се́ймик (пол. sejmik, уменьшительное от сейм) — региональное собрание депутатов в современной Польше, ранее — в Речи Посполитой, в Польском королевстве и Великом княжестве Литовском.

## История
Сеймики ведут своё происхождение из Нешавских статутов, пожалованных шляхте королём Казимиром IV Ягеллоном. В первой трети XV века впервые появились генеральные сеймики, которые с 1493 года стали отправлять своих представителей на Сейм.
В XVI веке основной силой в сеймиках стало среднее дворянство. Позже лидирующая роль перешла к магнатам. Литовские сеймики в Великом Княжестве Литовском были в большей степени подконтрольны магнатам, нежели в землях Польского королевства. Они представляли собой собрание шляхты повета (Поветовый сеймик) или воеводства (Воеводский сеймик). Статут Великого княжества Литовского 1566 года законодательно оформил сеймики и возложил на них обязательства избирать кандидатов в земские и подкоморские суды.
В зависимости от основной своей функции сеймики разделялись на:
- предсеймовые или посольские сеймики, где выбирали послов на сейм;
- реляционные сеймики, на которых заслушивали или утверждали сеймовые постановления;
- элекционные сеймики, на которых избирались кандидаты на некоторые должности;
- депутатские сеймики, на которых избирались депутаты к Литовскому трибуналу;
- хозяйственные сеймики, которые заведовали экономическими вопросами повета;
- каптуровые сеймики, которые собирались во время безкоролевья.

Общий для нескольких воеводств сеймик назывался генеральным. Статут 1588 года подробно регламентировал порядок созыва сеймика и обозначил, какие духовные и светские лица должны участвовать в заседании. Предсеймовый сеймик обычно собирался в Слониме.
Сеймики достигли вершины своего влияния на рубеже XVII и XVIII веков, когда зачастую они сами назначали сроки своей работы, расширяя их по своему усмотрению. Эти злоупотребления были пресечены решениями однодневного «немого сейма» (пол. sejm niemy) в 1717 году. Сеймики проводились в Великой Польше и Великом княжестве Литовском. В герцогстве Ливония, принадлежащем обеим частям Речи Посполитой обоих народов, согласно законопроекту Сейма 1598 года, региональные сеймики Ливонии проходили в Вендене, а в некоторых случаях также и в Риге. После завоевания Швецией большей части Ливонии в 1620-х годах сеймики были перемещены в Динебург.
На основной территории Польши сеймики существовали вплоть до Третьего раздела речи Посполитой в 1795 году и были отменены с вводом прусского и австрийского законодательства на соответствующих территориях. На территории, отошедшей к Российской империи, Литовском генерал-губернаторстве, сеймики продолжали существовать в связи с подтверждением Статутов Великого княжества Литовского в гражданских делах вплоть до полной их отмены в 1840 году и образования Северо-Западного края.
В современной Польше воеводские сеймики (пол. Sejmik wojewódzki) — представительные органы воеводств. Избираются населением. Восстановлены в начале 1920-х годов. Ликвидированы после оккупации Польши Германией в 1939 году. Формально восстановлены в 1944 году после освобождения Польши, однако новые выборы не проводились, а их функции отошли к воеводским национальным советам, которые впрочем также были выборными населением представительными органами. Упразднены в 1953 году после принятия Конституции 1953 года, но восстановлены в результате административной реформы 1998 года.
В Литве в 1925—1939 гг. сеймиком называлось выборное законодательное собрание автономного Клайпедского края.